# Francesco Morone

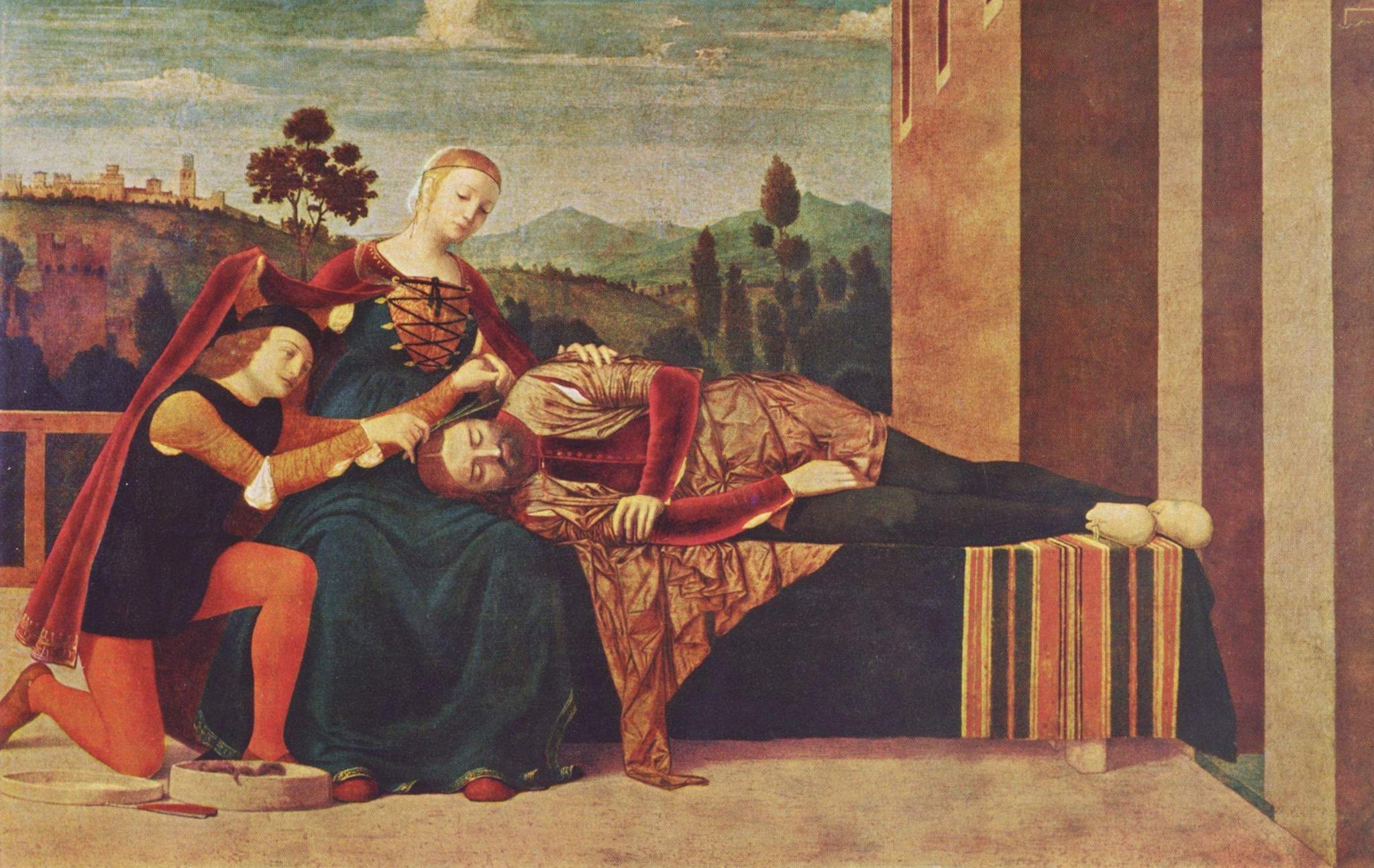
Sansão e Dalila, Milão, Museo Poldi Pezzoli

Francesco Morone (1471 - 1529) foi um pintor renascentista italiano que trabalhou na cidade de Verona, filho do pintor Domenico Morone. O biógrafo de arte Giorgio Vasari elogiava seus afrescos para a cúpula da sacristia na Igreja de Santa Maria in Organo, Verona. Paolo Cavazzola pode ter sido um de seus alunos. O artista foi reconhecido como um dos mais renomados artistas no início do século XVI. Entretanto, o trabalho do pintor ganhou notoriedade tardiamente no ano de 1503.

## Obras
- Virgem e o Menino, Pinacoteca di Brera, Milão
- Virgem e o Menino, Galeria Nacional de Londres, Londres[1]
- Sansão e Dalila, Museu Poldi Pezzoli, Milão
- Afrescos na Igreja de Santa Chiara, Verona